# Двупятнистая бородавчатая рыба-клоун
Двупятнистая бородавчатая рыба-клоун (лат. Antennarius biocellatus) — вид лучепёрых рыб из семейства клоуновых отряда удильщикообразных, или морских чертей (Lophiiformes). Встречается в западной части Тихого океана.

## Таксономия
Antennarius biocellatus был впервые формально описан как Chironectes biocellatus в 1817 году французским зоологом Жоржем Кювье, типовое местонахождение неизвестно. В пределах рода Antennarius этот вид является сестринским таксоном для всех остальных.

## Этимология
Родовое название Antennarius происходит от слова antenna, данное из-за того, что первый жёсткий луч спинного плавника преобразован в «удочку» на голове, используемую в качестве приманки для привлечения добычи. Видовое название biocellatus означает «два маленьких глаза»; имеются в виду два глазка рыбы: один на задней стороне основания спинного плавника, а другой (не всегда присутствующий) — на хвостовом стебле.

## Внешний вид и строение
В спинном плавнике три луча, первый из которых превращён в подвижную удочку — иллиций (лат. illicium) с мясистой «приманкой»-эской (лат. esca) на конце. Второй луч спинного плавника не соединен с головой мембраной. Глазок у основания задней части спинного плавника окружен тонким бледно-жёлтым кольцом с чёрным краем. Тело высокое и слегка сжатое. Во втором спинном плавнике 12 мягких лучей, а в анальном — 6 или 7. Максимальная опубликованная длина представителя этого вида составляет 14 см.

## Распространение и среда обитания
Antennarius biocellatus встречается в западной части Тихого океана от Индонезии и Филиппин на восток через Новую Гвинею и Соломоновы острова на север до Тайваня. Записи из других мест требуют проверки. Он встречается на глубине от 0 до 10 м в эстуариях и прибрежных водах, включая рифы. Было зафиксировано его проникновение в пресную воду.

## Биология
Antennarius biocellatus — засадный хищник, который сидит неподвижно и заманивает добычу ко рту с помощью эски. Самки откладывают яйца в студенистую массу или ленту, известную под названиями «плот» или «вуаль».

## Antennarius biocellatusи человек
Мясо Antennarius biocellatus ядовито, для установления его охранного статуса недостаточно данных, объектом промысла вид не является.